# Andrej Karjaka
Andrej Konstantinovitsj Karjaka (Russisch: Андрей Константинович Каряка) (Dnipro, 1 april 1978) is een in Oekraïne geboren Russisch voormalig voetballer die speelde als middenvelder.

## Clubcarrière
Karjaka was een middenvelder die meestal op de linkervleugel werd opgesteld. Op 3 maart 1996 debuteerde hij in het Oekraïens betaald voetbal voor eersteklasser Metaloerh Zaporizja, tegen FK Sjachtar Donetsk in de 1/16e finales van de Oekraïense voetbalbeker. Metaloerh Zaporizja stootte door met een 1–0 zege.
Ondanks zijn positie aan de buitenzijde van het veld wist Karjaka het doel vaak goed staan. Van 2000 tot 2005 speelde hij voor Krylja Sovetov Samara, waarvoor hij 49 competitiedoelpunten scoorde in de Russische Premjer-Liga. Voordien was Karjaka ook basisspeler bij het Oekraïense CSKA Kiev (1998–2000).
Karjaka's prestaties bij Sovetov gingen niet onopgemerkt aan Europese topclubs voorbij. Karjaka, die meeging naar het Europees kampioenschap voetbal 2004 in Portugal en even vaste waarde was bij de nationale ploeg (zie onder), tekende in 2005 een contract bij de Portugese topclub Benfica. Hier bereikte Karjaka echter zijn plafond want doorbreken bij Benfica lukte de linkshalf niet. Karjaka speelde uiteindelijk elf competitiewedstrijden waarin hij twee maal scoorde.
Karjaka keerde in 2007 terug naar Rusland en ging voor Satoern Ramenskoje Moskou voetballen. In het seizoen 2011 kwam hij uit voor Dinamo Moskou. Tijdens de laatste drie seizoenen van zijn loopbaan was Karjaka verbonden aan Volga Nizjni Novgorod. In 2014 stopte de 36-jarige Karjaka definitief met voetballen.

## Interlandcarrière
Karjaka nam met het Russisch voetbalelftal deel aan het Europees kampioenschap voetbal 2004 in Portugal onder leiding van bondscoach Georgi Jartsev. Rusland was chronologisch het eerste land dat de koffers moest pakken. Men lootte een aartsmoeilijke groep met gastland Portugal, Spanje en latere winnaar Griekenland.
Karjaka kwam uiteindelijk 27 maal uit voor Rusland van 2001 tot 2005 en maakte zes interlanddoelpunten.

## Erelijst
| Supertaça Cândido de Oliveira | 1x | 2005 |